# متعدد النوى

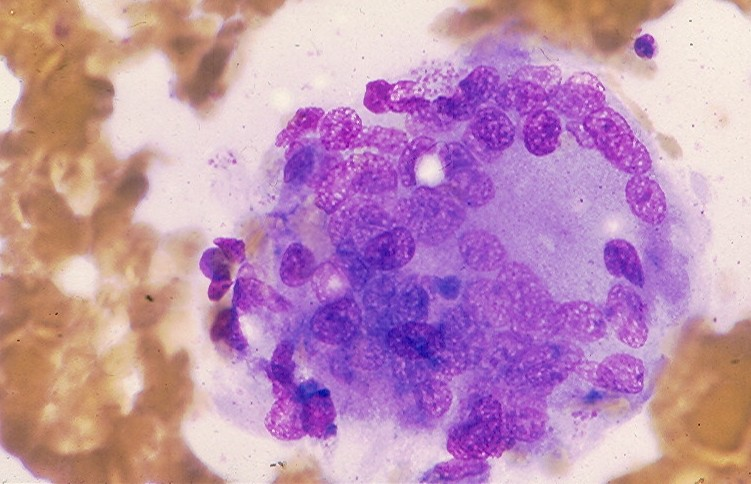

متعدد النوى أو الخلايا متعددة النوى هي خلايا حقيقية النوى تمتلك أكثر من نواة في الخلية الواحدة؛ أي أن عدة نوى تشترك في ذات السيتوبلازم. يحدث الإنقسام الميتوزي في متعددات النوى إما تزامنيا حيث تنقسم النوى في نفس الوقت، وإما لا تزامنيا حيث تنقسم النوى كل على حدى زمانيا ومكانيا. بعض الكائنات تمر بإحدى مراحل حياتها تكون فيها متعددة النوى ومن أمثلة ذلك العفن الغروي حيث يمر بطور متعدد النوى يسمى بلازموديوم.